# Paul Genoud
Pour les articles homonymes, voir Genoud.
Paul Genoud, né le 10 octobre 1916 à Remaufens (originaire de Châtel-Saint-Denis) et mort le 8 janvier 1992 à Bulle, est un journaliste et une personnalité politique suisse, membre du Parti radical-démocratique.
Il est député du canton de Fribourg au Conseil national de décembre 1963 à septembre 1966 et conseiller d'État du canton de Fribourg, à la tête de la Direction de la santé publique et de la police, de 1966 à 1971.

## Sources
- Georges Andrey, John Clerc, Jean-Pierre Dorand et Nicolas Gex, Le Conseil d’État fribourgeois : 1848-2011 : son histoire, son organisation, ses membres, Fribourg, Éditions La Sarine, 2012, 143 p. (ISBN 978-2-88355-153-4, lire en ligne), p. 86 et 87
- La Gruyère du 11.1.1992
- Raphaël Ruffieux in Point libre, 100e anniversaire de l'Indépendant, 2009